# FC 암스테르담
FC 암스테르담은 네덜란드의 수도 암스테르담을 연고지로 하는 클럽이었다. 1972년에 창단하여 1982년에 해체하였다.